# Ehyophsta
Ehyophsta (qui signifie « femme aux cheveux jaunes » en cheyenne) est une guerrière cheyenne. Fille de Stands-In-The-Timber, mort en 1849, elle participe à la bataille de Beecher Island en 1868 et combat les Shoshones la même année. Elle y tue un ennemi. Elle combat à nouveau les Shoshones en 1869. Elle meurt en août 1915.

## Postérité
Elle fait partie des femmes représentées sur l'œuvre féministe The Dinner Party de Judy Chicago.